# Multã
Multã (em urdu: ملتان; romaniz.: Multan) é uma cidade do Paquistão situada na província de Panjabe e capital do distrito de Multã. Localiza-se nas proximidades do rio Chenab. É uma das mais antigas cidades do Paquistão, sendo em 326 a.C. uma das conquistas de Alexandre, o Grande.